# Hammarstrand
Hammarstrand är en tätort i östra Jämtland och centralort i Ragunda kommun, Jämtlands län. Hammarstrand ligger vid Indalsälven, omkring 100 kilometer öster om Östersund och 130 kilometer nordväst om Sundsvall.

## Historia

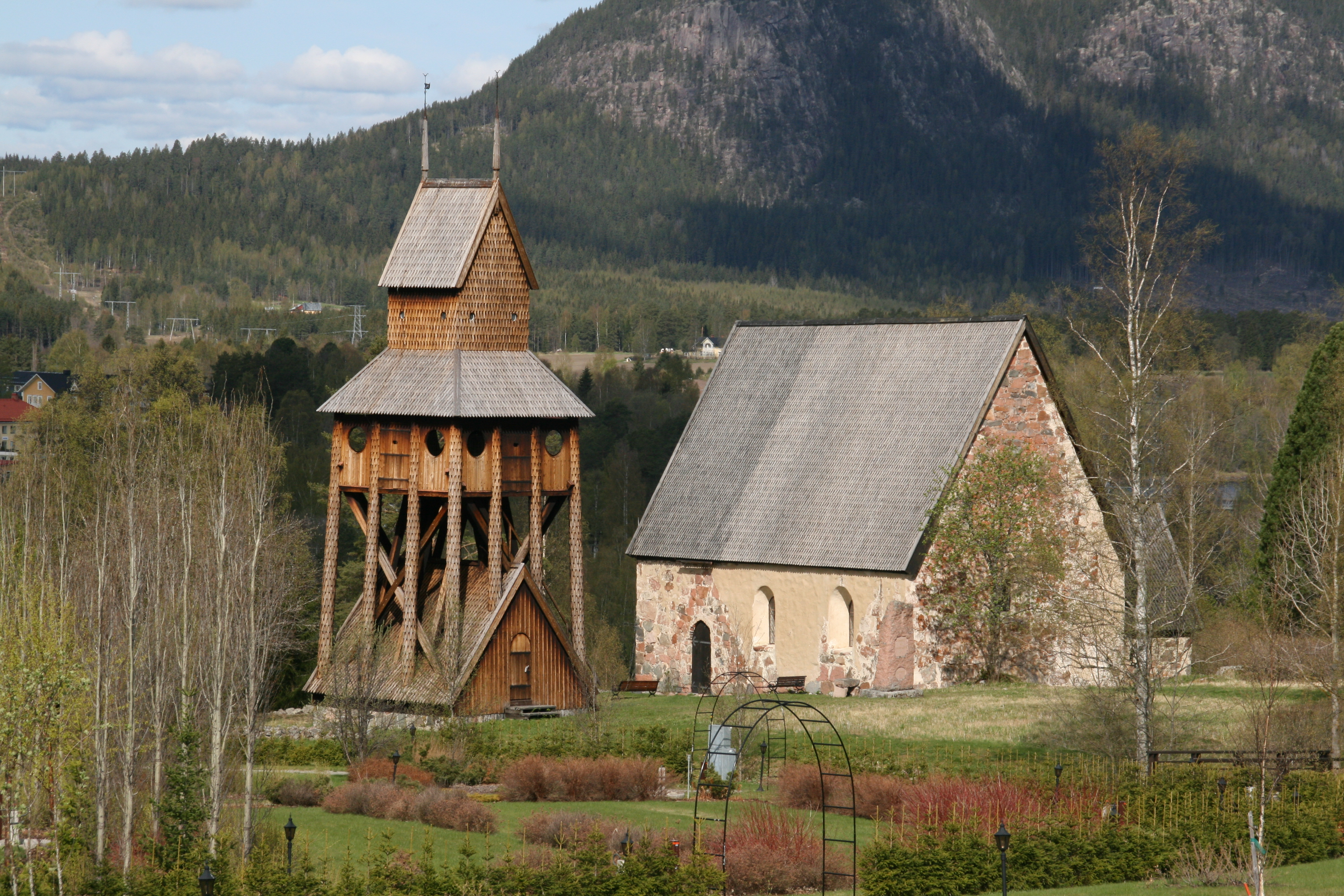
Ragunda gamla kyrka

Hammarstrand ligger mitt i det som förr kallades Ragundaskogen. Då bestod bebyggelsen runt Hammarstrand av enstaka bondgårdar och centrum låg på norra sidan av Ragundasjön där även kyrkan byggdes. Ragunda gamla kyrka byggdes strax ovanför dåvarande Ragundasjöns strandlinje i slutet av 1400-talet. Kyrkan är byggd i sten och har i stort sett samma utseende i dag som den såg ut när den byggdes. Karakteristiskt för kyrkan är inslagen av röd ragundagranit. En ny kyrka byggdes norr om den gamla i mitten av 1800-talet.

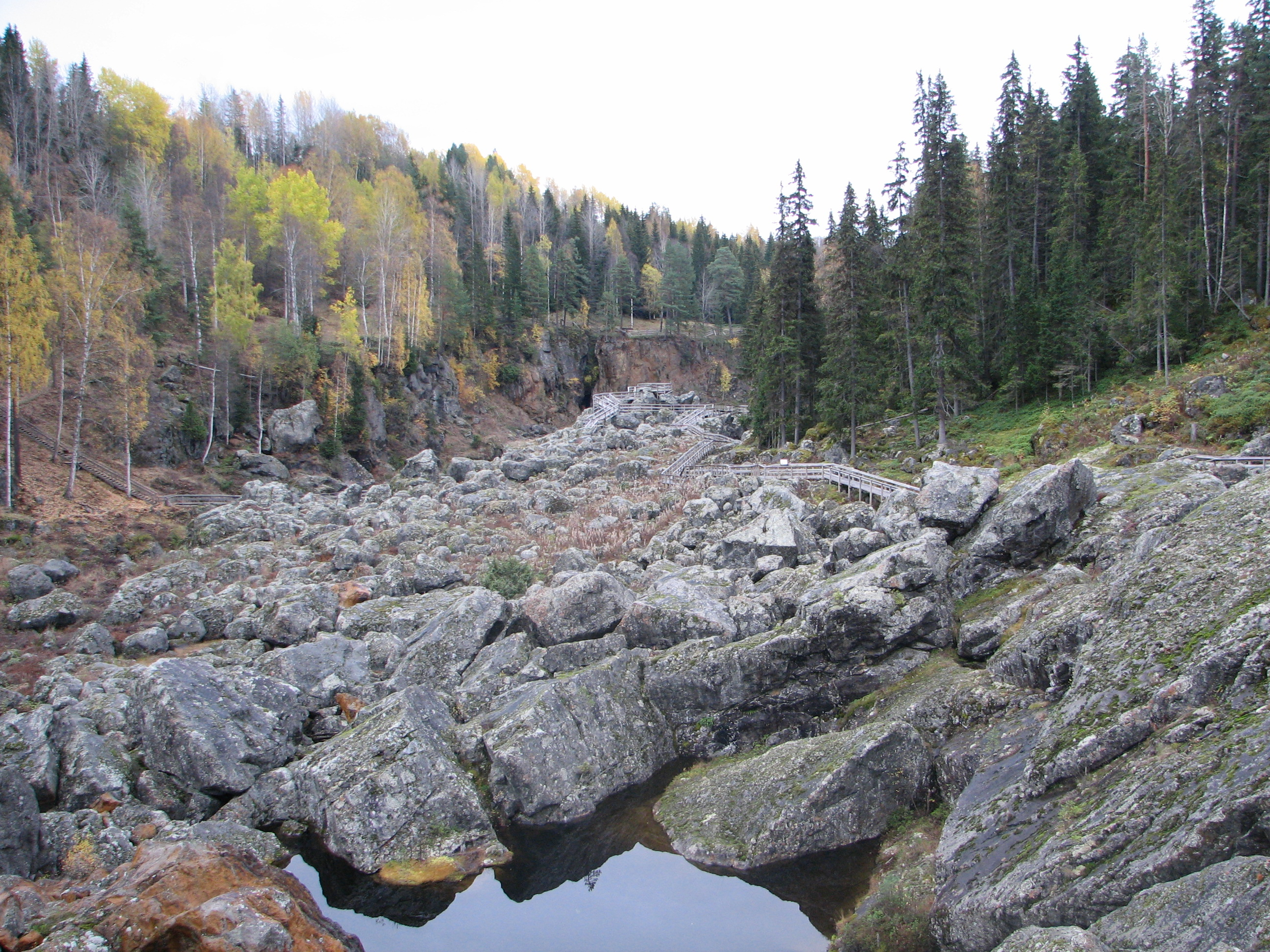
Döda fallet

Stora delar av Hammarstrand ligger på mark som tidigare var Ragundasjöns botten. Genom den uttappning som skett av sjön natten mellan 6 och 7 juni 1796 och uppkomsten av Döda fallet frilades stora markytor som tidigare varit sjöbotten 

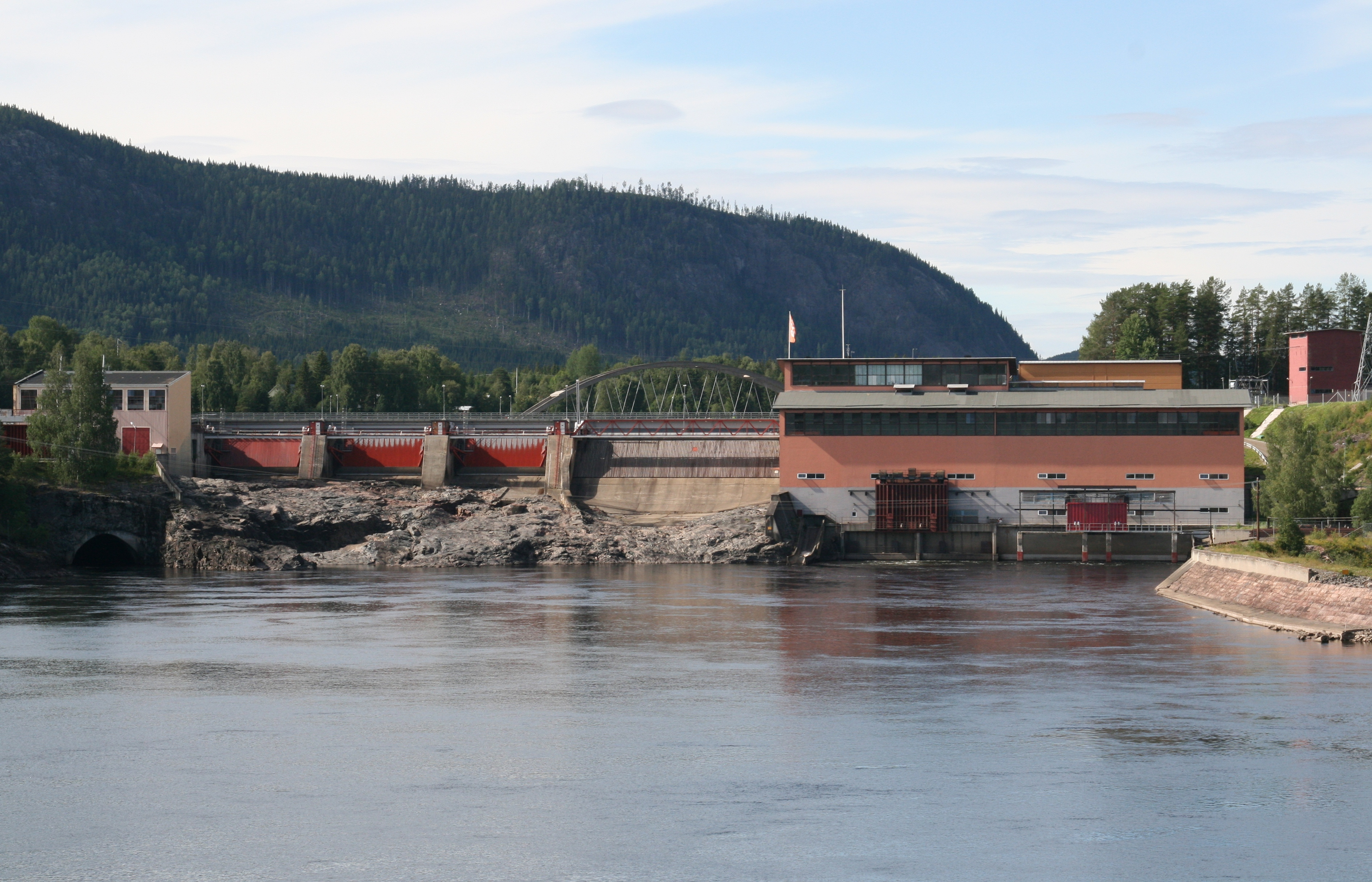
Hammarforsens kraftverk

I mitten av den forna sjön brusade nu istället en ny fors, Hammarforsen, och istället för en stor blank sjö fanns nu bara en älvfåra. Hammarforsen är Sveriges yngsta vattenfall och har till och med fått en egen melodi uppkallad efter sig, Hammarforsens brus, skriven av violinisten Albert Brännlund. 
Hammarforsen fick brusa fritt i 120 år innan man på 1920-talet började bygga ett kraftverk där. Det första aggregatet beläget på norra sidan togs i drift 1928. 1940-41 tillkom två nya aggregat. Efter ombyggnad och påbyggnad av dammen 1942-43 höjdes nivån i dammen med två meter och effekten kunde ökas ytterligare. 1950 togs ytterligare en maskin i drift på andra sidan varvid totaleffekten ökade ytterligare. En senare ökning av dämningshöjden med en meter har ytterligare ökat effekten till totalt 80 MW.

### Hammarstrands grundande
Tack vare att kvarnar byggdes vid Hammarforsen så började ett samhälle byggas upp på den södra sidan av Indalsälven. Vid årsskiftet 1899/1900 fick samhället en poststation som fick namnet Hammarstrand.  Tidigare hade vissa viktiga samhällsfunktioner som post, apotek, provinsialläkare och tingshus flyttats  från Kyrkslätten på norra sidan älven till Ragunda stationssamhälle. Senare kom en del av detta att flyttas  till Hammarstrand: Apoteket 1957, läkarbostaden 1960 och veterinären 1966. När Fors, Stugun och Ragunda kommun slogs samman 1974 utsågs Hammarstrand till centralort.
En viktig förutsättning för Hammarstrands tillväxt var ett par konkurser kring förra sekelskiftet som gjorde att mark frigjordes som kunde styckas upp som tomter. Normalt sett var styckning av åkerjord vid denna tid otänkbar men nu blev byggtomter tillgängliga och med detta ökad nybebyggelse.

### Ragunda hälsokälla
På 1840-talet upptäcktes i samband med bygget av nya kyrkan en källa i en del av Hammarstrand som förr låg under Ragundasjön. Källan hade järnrikt vatten och ansågs som hälsobringare. En provinsialläkarrapport från 1867 (avtryckt i årsskriften Ravund 2007) anger att ett brunnshus uppfördes 1866 och att källan då användes av ett 30-tal personer för att bota olika sjukdomar. Ragunda brunns - och kuranstalt började sin verksamhet sommaren 1891. Ett badhus uppfördes 1890-91. Ett ägarskifte ägde rum 1906 och det nybildade AB Ragunda Bad tog över rörelsen. Hälsokällan hade sin storhetstid mellan 1893 och 1903 då årligen 2-300 gäster kom från olika håll. Krigsåren medförde att besöksfrekvensen tunnades ut och verksamheten upphörde först 1917 och sedan 1919. Ett försök att återuppta verksamheten gjordes i början av 1920-talet av en privatperson men rönte ringa framgång och 1925 var det definitivt slut. En park, Brunnsparken, hade anlagts redan på 1870-talet eller senast 1880-talet, vid källan dit folk kom från när och fjärran för att dricka brunn. Nygården eller Storhammaren, långt senare känt som Wärdshuset Vildhussen, fungerade som badrestaurang.

### Vintersportanläggningar och turism
Från 1950-talet satsades det på att göra Hammarstrand till turistort. 1957 beslöt kommunen att vidta åtgärder för turistnäringens främjande och samma år att inköpa Hammarstrands hotell, den tidigare badhusrestaurangen. 1962 beslöt kommunen att teckna aktier till 35% i Aktiebolaget Ragunda Turistanläggningar (ARTA) och ett år senare skedde en ombyggnad av hotellet som kom att döpas till Wärdshuset Vildhussen. 1958 anlades den första slalombacken och 1960 byggdes den första stolsliften. Vid Kullstaberget byggdes det fritidsstugor och vid Indalsälven en campingplats. En curlingbana byggdes i närheten av Wärdshuset Vildhussen och elljusspår för längdskidor anlades nedanför slalombacken.

#### Bob- och rodelbanan
1960 beslutade Åre  att sluta med rodel och bob och man vände sig till Hammarstrand med en förfrågan om att ta över verksamheten. 1960 bildades Arta bobklubb i Hammarstrand (senare Hammarstrands rodelklubb). Man beslutade att anlägga en rodelbana av internationell standard där Kullstaberget möter Vättaberget. Banan började byggas 1961-62 med medel från kommunen och AMS. Först 1200 meter och senare avkortad till 900 meter då de nya kälkarna medförde sådana hastigheter att man var tvungen att göra en sådan kortning av säkerhetsskäl. 1962 hölls den första tävlingen i form av ett riksmästerskap. Banan fick internationellt godkännande 1964 av internationella rodelförbundet FIL. Efter prövning från förbundet arrangerades ett världsmästerskap i rodel 1967. Hammarstrand stod som värd även för VM 1975 och 1981. Dessutom arrangerades EM 1970, 1976, 1978 och 1986. Intresset för tävlingarna medförde att hotellkapaciteten i Hammarstrand byggdes ut. DDR förlade under landets existens regelbundet träningsläger i Hammarstrand. Banan medförde dock under åren hårdare och hårdare motstånd från kommunen och den upphörde helt med sitt stöd i slutet av 1980-talet. Inställningen ändrades tillfälligt ca 10 år senare och det skedde en temporär upprustning så ett par mästerskap i Scandinavian Cup kunde genomföras 2000 och 2001. Det visade sig dock vara politiskt omöjligt att fullfölja satsningen. Banan förekom också i olika planer på OS-ansökningar 1984, 1988, 1992, 1994, 1998 och 2002 utan att det någonsin blev något av dessa. Det fanns också plan på i samarbete med Sollefteå ha idrottsgymnasieutbildning men de planerna föll också liksom ett liknande tänkt samarbete med Sundsvalls brottarklubb. När Hammarstrands rodelklubb firade sitt 50-årsjubileum 2010 befann sig hela verksamheten i vad man brukar beteckna stöpsleven. Däremot har naturrodeln växt till och bedrivs regelbundet. Några entusiaster försöker också på ideell grund hålla liv i den gamla rodelbanan.

### Ragundabjörnen
I Ragunda kommunhus som ligger mitt i Hammarstrand står den så kallade Ragundabjörnen uppstoppad. Den sköts 1967 av jägaren Jan Modin i skogen kring Gevåg. Den var på sin tid den största björn som fällts i Skandinavien. Den vägde 325 kilo och var 19 år gammal.

### Befolkningsutveckling
| Befolkningsutvecklingen i Hammarstrand 1960–2020 | Befolkningsutvecklingen i Hammarstrand 1960–2020 | Befolkningsutvecklingen i Hammarstrand 1960–2020 | Befolkningsutvecklingen i Hammarstrand 1960–2020 | Befolkningsutvecklingen i Hammarstrand 1960–2020 |
| ------------------------------------------------ | ------------------------------------------------ | ------------------------------------------------ | ------------------------------------------------ | ------------------------------------------------ |
|                                                  |                                                  |                                                  |                                                  |                                                  |
| År                                               |                                                  |                                                  | Folkmängd                                        | Areal (ha)                                       |
| 1960                                             | 1960                                             |                                                  | 781                                              |                                                  |
| 1965                                             | 1965                                             |                                                  | 951                                              |                                                  |
| 1970                                             | 1970                                             |                                                  | 1 107                                            |                                                  |
| 1975                                             | 1975                                             |                                                  | 1 139                                            |                                                  |
| 1980                                             | 1980                                             |                                                  | 1 354                                            |                                                  |
| 1990                                             | 1990                                             |                                                  | 1 313                                            | 220                                              |
| 1995                                             | 1995                                             |                                                  | 1 267                                            | 222                                              |
| 2000                                             | 2000                                             |                                                  | 1 147                                            | 222                                              |
| 2005                                             | 2005                                             |                                                  | 1 061                                            | 222                                              |
| 2010                                             | 2010                                             |                                                  | 1 052                                            | 222                                              |
| 2015                                             | 2015                                             |                                                  | 1 116                                            | 290                                              |
| 2020                                             | 2020                                             |                                                  | 1 103                                            | 278                                              |
|                                                  |                                                  |                                                  |                                                  |                                                  |

## Samhället

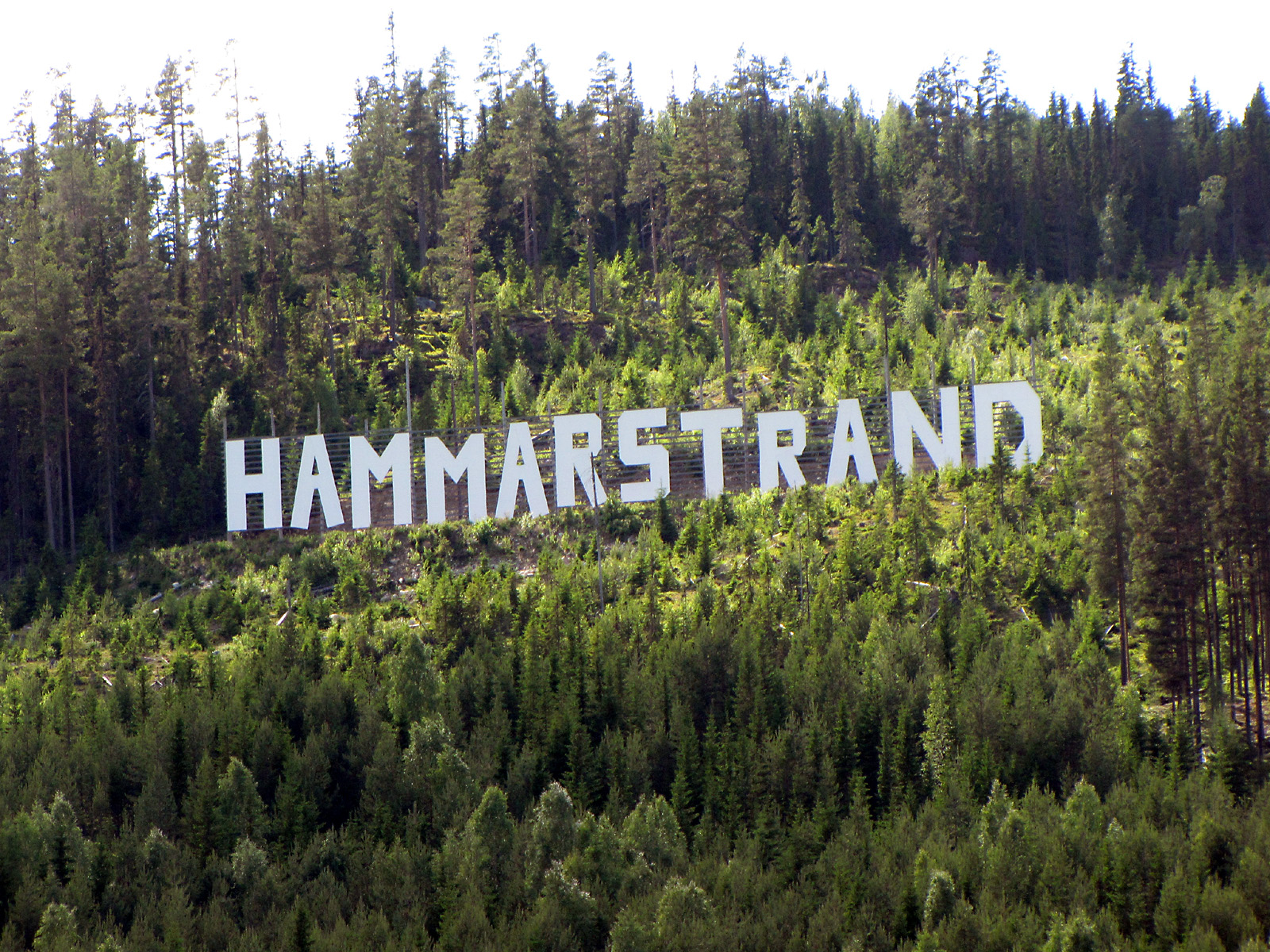
Hammarstrandsskylten

I Hammarstrand finns en egen version av den berömda Hollywoodskylten. Den är 68 meter lång och bokstäverna som bildar namnet "Hammarstrand" är 8 meter höga. Skylten uppfördes i samband med TV-programmet Allt för byn och invigdes år 2007.
Stockholms handelsbank etablerade ett kontor i Hammarstrand år 1915. Denna bank blev kort därefter Svenska Handelsbanken som hade kontor i Hammarstrand fram till den 3 maj 2021 när det stängdes.

## Hammarstrand i TV
Orten har uppmärksammats i TV-programmet Allt för byn.
Familjen Visser flyttade från Nederländerna till Hammarstrand och köpte vandrarhem och bed and breakfast Lergodset de fick ett holländskt TV-program "Het roer om" Mondaymedia SBS6 Netherlands.